# 信用リスク
信用リスク（しんようリスク）とは、下記のいずれかを指して用いられる用語。
- 債務者が、債権を履行できなくなるリスク。デフォルトリスク（債務不履行の危険性）とも言う。
- 取引先がデフォルトを起こした場合の損害金額（エクスポージャー）。
- （リスク評価の観点から）取引の将来の時価（ポテンシャル・エクスポージャー）に取引先のデフォルト率をかけたもの。
- （リスク評価の観点から）取引先の格付け等（信用力）の変化に基づく取引のエクスポージャーの変化。

特に「取引先（英語から、カウンターパーティとも）が破綻するなどして契約が履行されずに損失を被るリスク、または当該損害金額（エクスポージャー）」を指す カウンターパーティリスク（カウンターパーティ信用リスクとも）という語も存在する。
下記では、上で示したデフォルトリスクについて解説する。

## デフォルトリスク
デフォルトリスクは、債務者のリスクが反映されるあらゆる取引に波及するリスクである。信用リスクにさらされている金融商品として、代表的なものとしては、貸出債権や国債、社債、金融債等の債券、株式やクレジットデリバティブを挙げることができる。また、預金についても、預金を預けている金融機関がデフォルトした場合、預金が毀損する可能性があるという意味で、間接的には信用リスクにさらされていると考えることができる。
デフォルトリスクを知るための指標としては、信用格付けが有名である。信用格付けは、格付機関が特定の有価証券や債務者の信用リスクが大きいのか小さいのかを判断したものであり、おおよその目安になる。また、法人向けの貸出しを行っている金融機関では、内部（行内）格付を整備していることが多い。
デフォルトリスク管理は貸出を業務の柱としている金融機関にとっては、大きな関心事である。金融機関にとっては、貸倒れによる損失をカバーするための利鞘を確保することが求められる。
例えば、日本のバブル期までは、担保である不動産価値の上昇が見込まれたので、債務者のデフォルトリスクより、むしろ担保不動産のみに着目すれば良かった。しかし、日本のバブル崩壊以後は、担保の不動産価値に不確実性が増えたことから、貸倒れによる損失をコントロールするために債務者のデフォルトリスクを適切に把握することが必要になったのである。このような背景の下、1990年代より日本の金融機関は、債務者のデータを整備し、様々な統計技法を用いて、デフォルトリスクを客観的に測定・分析するための態勢の整備に力を注いでいる。
デフォルトリスクが高まることは、債券の評価に影響を与える。たとえば、信用リスクが高い会社が債券によって資金調達を行う場合、デフォルトリスクに見合うだけの利鞘（信用スプレッド）を求められ、長期の満期の債券を発行することは困難になる。また、個人でも信用リスクが高いと金融機関から判断された場合、保証人や追加担保を要求される、借入上限額が低く抑えられる等の影響を被ることになる。